# Louis Malle
Louis Marie Malle, född 30 oktober 1932 i Thumeries i Nord, död 23 november 1995 i Beverly Hills i Los Angeles, var en fransk filmregissör, manusförfattare och filmproducent.

## Biografi
Louis Malle fick en sträng katolsk uppfostran som kulminerade i studier vid jesuitskola i Fontainebleau, vilket ledde till fortsatta studier vid Sorbonne, där han tog examen i statsvetenskap. 1951-1953 lärde han sig att filma. Han slog igenom med dunder och brak redan med sin debutfilm Hiss till galgen (1958) med Jeanne Moreau i huvudrollen och med originalmusik av Miles Davis. Han var en av förgrundsgestalterna i den franska nya vågen och en av Frankrikes och Europas ledande filmskapare. Bättre än de flesta regissörer förmådde han ge kvinnor oförglömliga roller.
Louis Malles skapande och åsikter stämde inte alltid överens med de allmänna estetiska regler som den mogna nya vågen förordade. I början av 1960-talet blev Malle alltmer kritisk till samtida filmskapare och tog offentligt ställning mot själva idén om en ny våg. Skillnaderna som fanns mellan Malle och hans samtida var typiska för en regissör som många gånger är svårplacerad. Av denna anledning är det inte lönt att fördjupa sig i Malles tvetydiga relation till denna filmrörelse. Istället är det mer fruktbart att studera hur hans arbete höll sig inom och utom ramarna för denna "rörelse".
Sin ställning som en av de ledande regissörerna under denna filmperiod uppnådde han med tidiga filmer som De älskande (1958) och Tag mitt liv (1963). Under 1970-talet gjorde han ytterligare filmer som Den första kärleken (1971), Lacombe Lucien (1973) och Pretty Baby (1977). Från mitten av 1970-talet var han bosatt i USA, där han fortsatte regissera/producera en rad kritikerrosade filmer, bland andra Atlantic City, U.S.A. (1980) och Min middag med André (1981). Han återvände sedan till Frankrike, där han 1987 spelade in Vi ses igen, barn, en djupt personlig skildring av den tyska ockupationen under andra världskriget. Hans sista film blev Vanja på 42:a gatan (1994).
Vid sin död hyllades han av president Jacques Chirac som "en av de mest lysande filmskaparna i Frankrike".
Malle var från 1980 fram till sin död gift med den amerikanska skådespelerskan Candice Bergen.

## Filmografi i urval

### Regi
- 1956 – Den tysta världen (med Jacques-Yves Cousteau)
- 1957 – Hiss till galgen
- 1958 – De älskande
- 1960 – Zazie - flickan som gör vad som faller henne in
- 1962 – Vive le Tour (kortfilmsdokumentär)
- 1962 – Privatliv
- 1963 – Tag mitt liv
- 1965 – Viva Maria!
- 1965 – Tjuven
- 1968 – Edgar Allan Poe's - Sagor från de döda (episodfilm)
- 1969 – Calcutta (dokumentär)
- 1970 – Den första kärleken
- 1973 – Lacombe Lucien
- 1975 – Svart måne
- 1977 – Pretty Baby
- 1980 – Atlantic City, U.S.A.
- 1981 – Min middag med André
- 1984 – Lagom är bäst
- 1985 – Alamo Bay
- 1987 – Vi ses igen, barn
- 1990 – Några dagar i maj
- 1992 – Begär
- 1994 – Vanja på 42:a gatan

### Filmfotograf
- 1954 – Lidelsernas hamn (undervattensfoto)
- 1956 – Den tysta världen
- 1962 – Vive le Tour

### Manus
- 1957 – Hiss till galgen
- 1958 – De älskande
- 1960 – Zazie - flickan som gör vad som faller henne in
- 1962 – Vive le Tour
- 1962 – Privatliv
- 1963 – Tag mitt liv
- 1965 – Viva Maria!
- 1970 – Den första kärleken
- 1975 – Svart måne
- 1987 – Vi ses igen, barn
- 1990 – Några dagar i maj

### Producent
- 1965 – Viva Maria!
- 1966 – Den unge Törless
- 1970 – Den första kärleken
- 1977 – Pretty Baby
- 1985 – Alamo Bay
- 1987 – Vi ses igen, barn
- 1992 – Begär

### Roller
- 1962 – Privatliv
- 1969 – Byslinkan
- 1977 – Storyville Story (svensk dokumentär om inspelningen av "Pretty Baby".)
- 1992 – Bohemernas liv
- 1994 – Murphy Brown (TV-serie) (som sig själv)